# Red Flag Linux
Red Flag Linux (红旗 Linux) – chińska dystrybucja systemu operacyjnego GNU/Linux.

## Opis
Szósta wersja Red Flag Linux została opublikowana 29 września 2007 i bazowała na innej azjatyckiej dystrybucji Linuksa – Asianux 3.0, wydanej zaledwie tydzień wcześniej (22 września 2007). Zawierała jądro Linuksa w wersji 2.6.22.6, KDE 3.5.7 oraz serwer X.Org 7.2. W kolejnym wydaniu RFL (7.0) pojawiły się uaktualnione wersje wielu pakietów. Obecnie system jest wyposażony między innymi w środowisko graficzne KDE 4, OpenOffice.org 3.0 i przeglądarkę Mozilla Firefox 3.0.6.
Red Flag Linux jest typowym systemem desktopowym. Od stron technicznej jest dosyć podobny do Red Hata, natomiast pod względem wyglądu i interfejsu użytkownika przypomina Windows XP. Podobne ikony, pulpit i obsługa w znacznym stopniu ułatwia użytkownikom migrację z systemu Microsoftu.
Red Flag Linux obecnie dostępny jest w poniższych wersjach;
- Red Flag DC Server 5.0 (红旗数据中心服务器5.0)
- Red Flag Linux Desktop 4.1 (红旗Linux桌面版4.1)
- Red Flag Linux Workstation 5.0 (红旗Linux工作站5.0)

## Historia
Red Flag Linux powstał w Institute of Software Research w Chińskiej Akademii Nauk i po raz pierwszy został zaprezentowany w sierpniu 1999. Wsparcie finansowe pochodziło między innymi z będącego własnością chińskiego rządu Shanghai NewMargin Venture Capital. W marcu 2001 agencja prasowa Bloomberg poinformowała, że CCIDNET Investment, VC chińskiego Ministerstwa Przemysłu Informacyjnego, stał się drugim pod względem znaczenia udziałowcem Red Flag Linux.
Na początku grudnia 2008 w Internecie pojawiły się doniesienia o tym, iż chińskie władzie zmuszają właścicieli kawiarenek internetowych do instalacji na ich komputerach systemu Red Flag Linux. Oficjalnym powodem takich działań miała być walka z piractwem komputerowym, jednak przypuszcza się, iż w rzeczywistości instalacja w kafejkach chińskiego oprogramowania ułatwiłaby inwigilację obywateli.
W styczniu 2006 Red Flag Linux dołączył do organizacji Open Source Development Labs.